# Múscul procerus
El múscul procerus, múscul pròcer o múscul piramidal del nas (musculus procerus o pyramidalis nasi) és un múscul de la cara. Es troba en la zona dels dors del nas i les celles, per sota del múscul frontal. Està separat per la línia aponeuròtica del seu homònim del costat oposat.
S'insereix en els cartílags laterals i en les vores inferior i interna dels ossos propi del nas, per dalt a la cara profunda dels teguments de les entrecelles. Està innerva pel nervi facial.
La seva funció és desplaçar la pell frontal cap avall, sobretot la de les celles, generant-se l'efecte d'arrufament (arrufar el front) que, generalment, permet demostrar enuig, tristesa o pànic.

## Imatges

Posició del múscul piramidal del nas (en vermell).